# غاري جونز (لاعب كرة قدم مواليد 1977)
غاري جونز (بالإنجليزية: Gary Jones)‏ هو لاعب كرة قدم بريطاني في مركز الوسط، ولد في 3 يونيو 1977 في بيركنهيد ‏ في المملكة المتحدة. لعب مع برادفورد سيتي وسوانزي سيتي ونادي بارنسلي ونادي روتشديل ونادي ساوثبورت ونوتس كاونتي.

## وصلات خارجية
- غاري جونز على موقع قاعدة بيانات كرة القدم.إي يو (الإنجليزية)
- غاري جونز على موقع Soccerbase.com (لاعب) (الإنجليزية)
- غاري جونز على موقع عالم كرة القدم.نت (الإنجليزية)